# 臺中國小棒球教練性侵案
臺中國小棒球教練性侵案是指發生在臺灣臺中市太平區的一起兒童性虐待案件。在國小擔任棒球隊教練的松志彬，涉嫌在2019年2月到2024年10月間對32名學童犯下強制猥褻、強制性交、拍攝兒童性影像等90罪，在2025年3月被臺中地檢署依妨害性自主以及違反《兒童及少年福利與權益保障法》等罪嫌起訴。

## 案件經過
臺中市議員江和樹在2024年12月陪同受害學童家長召開記者會，揭露一名早有強制猥褻前科的松姓教練在6年內利用權勢性侵小球員，甚至以錄影及暴力等方式威脅不得聲張，受害學生至少25人，年紀最小9歲。

## 司法調查
警方於2024年10月接獲報案，並於11月21日逮捕松男，在其手機中查扣大量性影像，向法院聲請羈押禁見獲准。2025年3月，臺中地檢署宣布偵查終結並表示，松男犯案期間從2019年2月到2024年10月，受害者達32人，共90次，犯案地點涵蓋棒球教室、練習室旁貨櫃屋、國小宿舍、汽車內、產業道路旁和汽車旅館等地，依違反《兒童及少年性剝削防制條例》、妨害性自主罪嫌起訴該教練。
2025年7月8日，台中地院一審判決，松男犯下：
- 對未滿十四歲之男子強制性交罪，共7罪，各處有期徒刑7年10月[7]
- 對未滿十四歲之男子強制猥褻罪，共46罪，各處有期徒刑3年6月[7]
- 成年人對兒童乘機猥褻罪，共3罪，各處有期徒刑1年6月[7]
- 以違反本人意願之方法使少年被製造與性相關、客觀上足以引起性慾或羞恥之電子訊號罪，共34罪，各處有期徒刑7年2月、7年6月或8年6月[7]

## 相關懲處
歷任體育組長3人及學務主任3人未依規定定期至「各教育場域不適任人員通報及查詢系統」確認進用人員資格，各被記申誡1次。